# Fre de corda

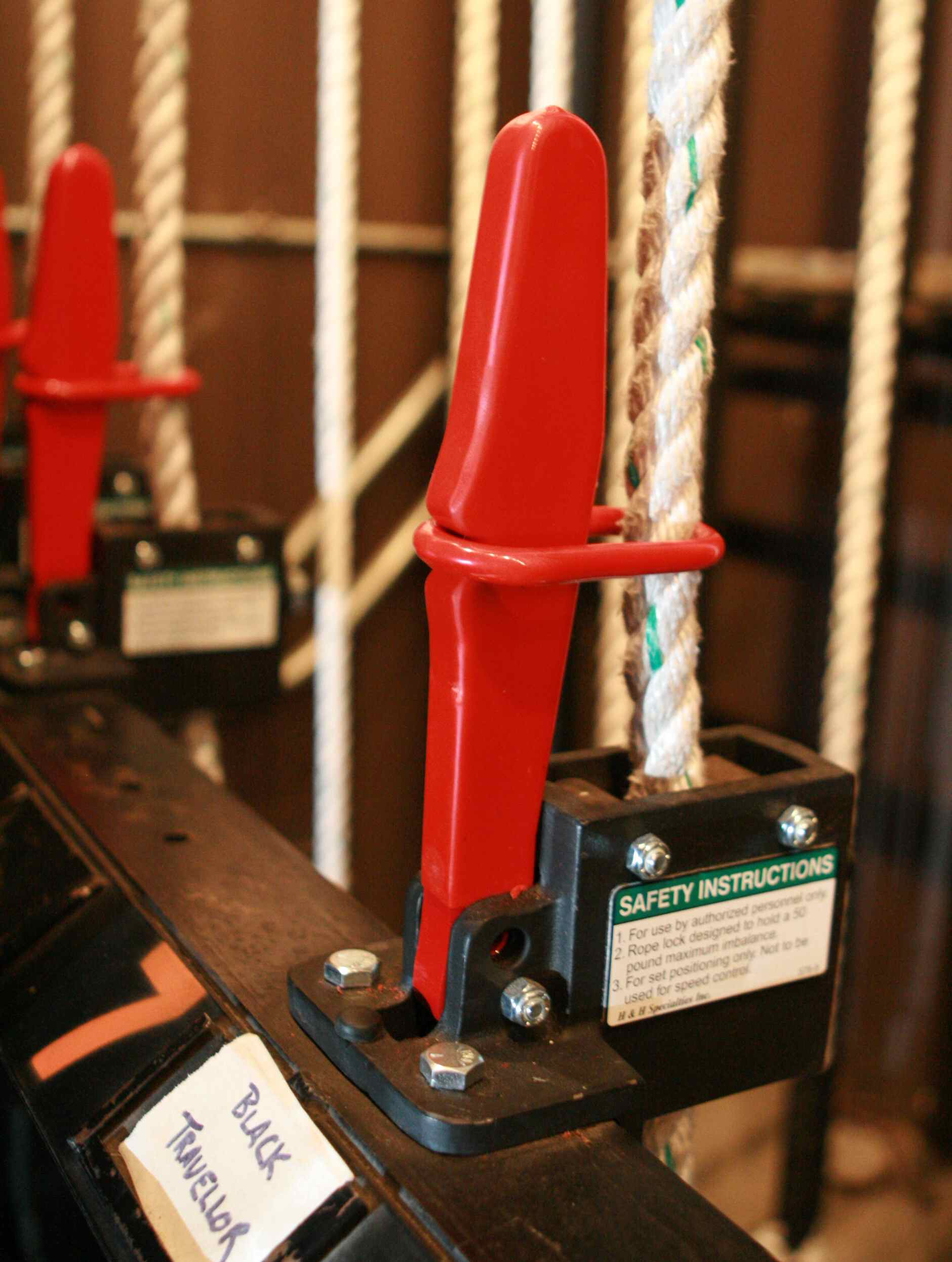
Bloqueig de corda, amb anell de bloqueig oval enganxat. El forat del cadenat és visible a la base del mànec.

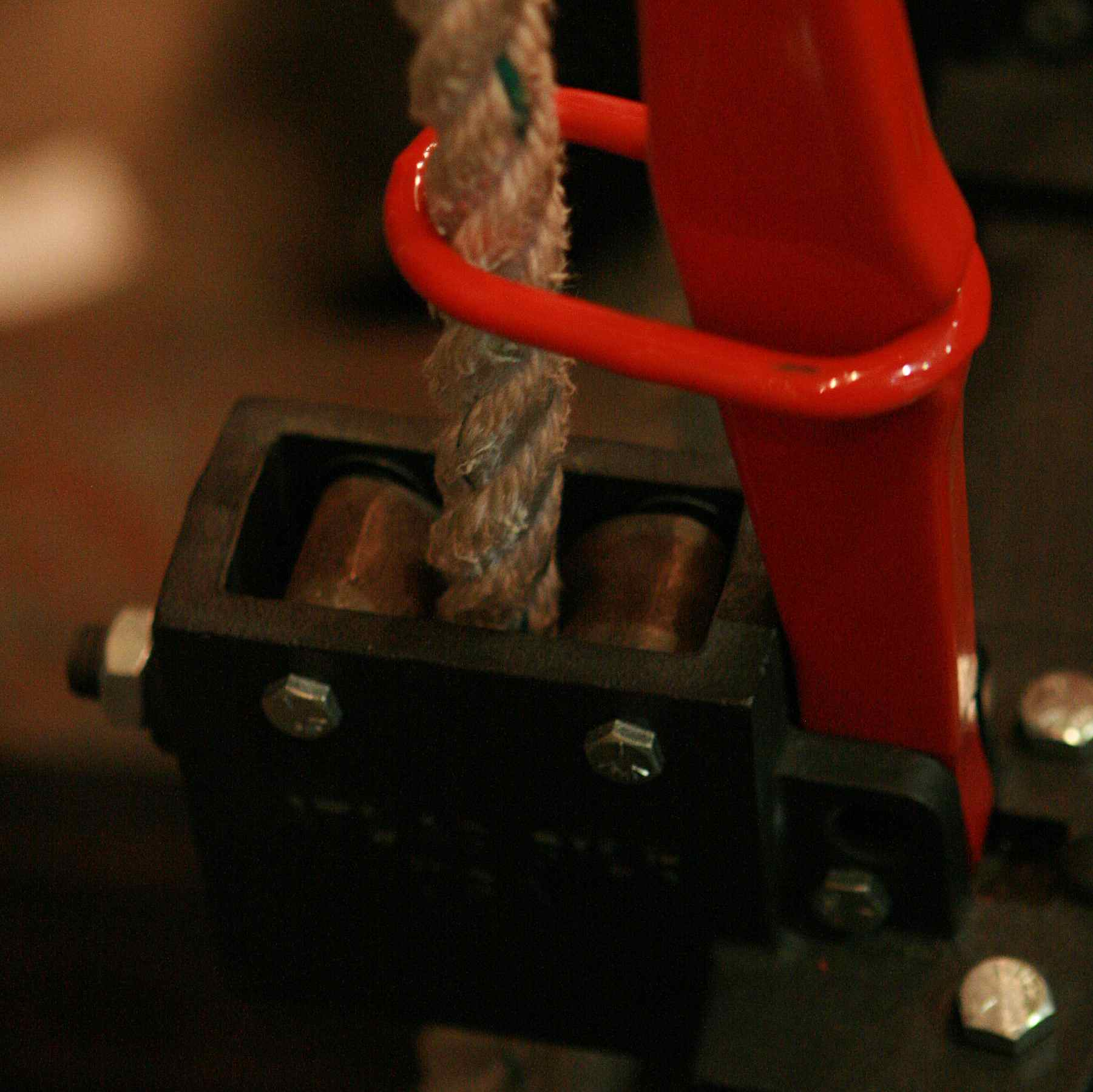
Les lleves metàl·liques agafen la corda.

Un fre de corda o bloqueig de corda és un dispositiu que s'utilitza per evitar que una corda, es mogui del seu punt de bloqueig. Els frens de corda en els teatres es munten sobre un rail de bloqueig, que proporciona suport estructural i els manté a un nivell convenient per a l'equip de l'escenari. En els vaixells, els fixos, es poden muntar sobre el pal, o sobre la coberta, però n'hi ha de mòbils qe es poden muntar sobre l'entorn de control de l'escota de la major o fins i tot a la part superior d'un gigre o "winch".

## Sistemes de tramoia
En un sistema de tramoia de teatre, un fre de corda o bloqueig de corda és un dispositiu que s'utilitza per evitar que una corda, i el conjunt de línies que controla, es mogui. Un fre de corda està controlat per una nansa d'acer que enganxa el pany quan està vertical i l'allibera quan és horitzontal. El mànec és típicament recobert de pols vermell o cobert per una empunyadura de goma vermella. Un anell de seguretat d'acer de forma ovalada envolta tant la corda com el mànec per garantir que el bloqueig no es pugui alliberar accidentalment..
Dues lleves metàl·liques, una estacionària i una altra mòbil, s'utilitzen per immobilitzar la corda. La posició de la lleva mòbil es controla mitjançant la nansa de bloqueig. Quan s'aixeca el mànec, la lleva mòbil es pressiona cap a la lleva estacionària per agafar la corda comprimint-la entre les lleves. Per contra, el bloqueig s'allibera baixant el mànec, retirant així la lleva mòbil lluny de la leva estacionària i alliberant l'adherència de la corda. La posició de la lleva estacionària normalment es pot ajustar amb un cargol d'ajust del capçal. Això permet ajustar l'espai entre les lleves de manera que, quan es bloqueja, el bloqueig de la corda pugui acomodar cordes de diferents diàmetres.
Els frens de corda simples estan dissenyats per immobilitzar només càrregues equilibrades o lleugerament desequilibrades; no mantindran conjunts de línies significativament desequilibrats al seu lloc ni estan pensats per a ser utilitzats per al control de velocitat del conjunt de línies. La majoria dels frens de corda tradicionals estan classificats per aguantar una diferència de 50 lliures (23 kg) o menys. Per aquest motiu, la tècnica de càrrega adequada és essencial per a un funcionament segur. El mal ús del bloqueig de la corda és una font habitual d'accidents d'aparellament, especialment entre els estudiants. Hi ha disponibles bloquejos de corda més complexos que evitaran el desbloqueig si el conjunt de línies està excessivament desequilibrat. Aquests panys de detecció de càrrega redueixen la probabilitat d'accidents, però poden provocar situacions de càrrega incòmodes i són més cars que els panys més simples. També hi ha disponibles frens de corda dissenyats per subjectar conjunts de línies desequilibrats i actuar eficaçment com a fre.
Molts frens de corda proporcionen un forat que acomodarà un cadenat. Quan s'instal·la un cadenat, la palanca de control es bloqueja en l'orientació vertical i el conjunt de línies no es pot moure. Normalment, un bloqueig de corda està tancat amb cadena per evitar el moviment accidental del conjunt.

## Fre d'escota

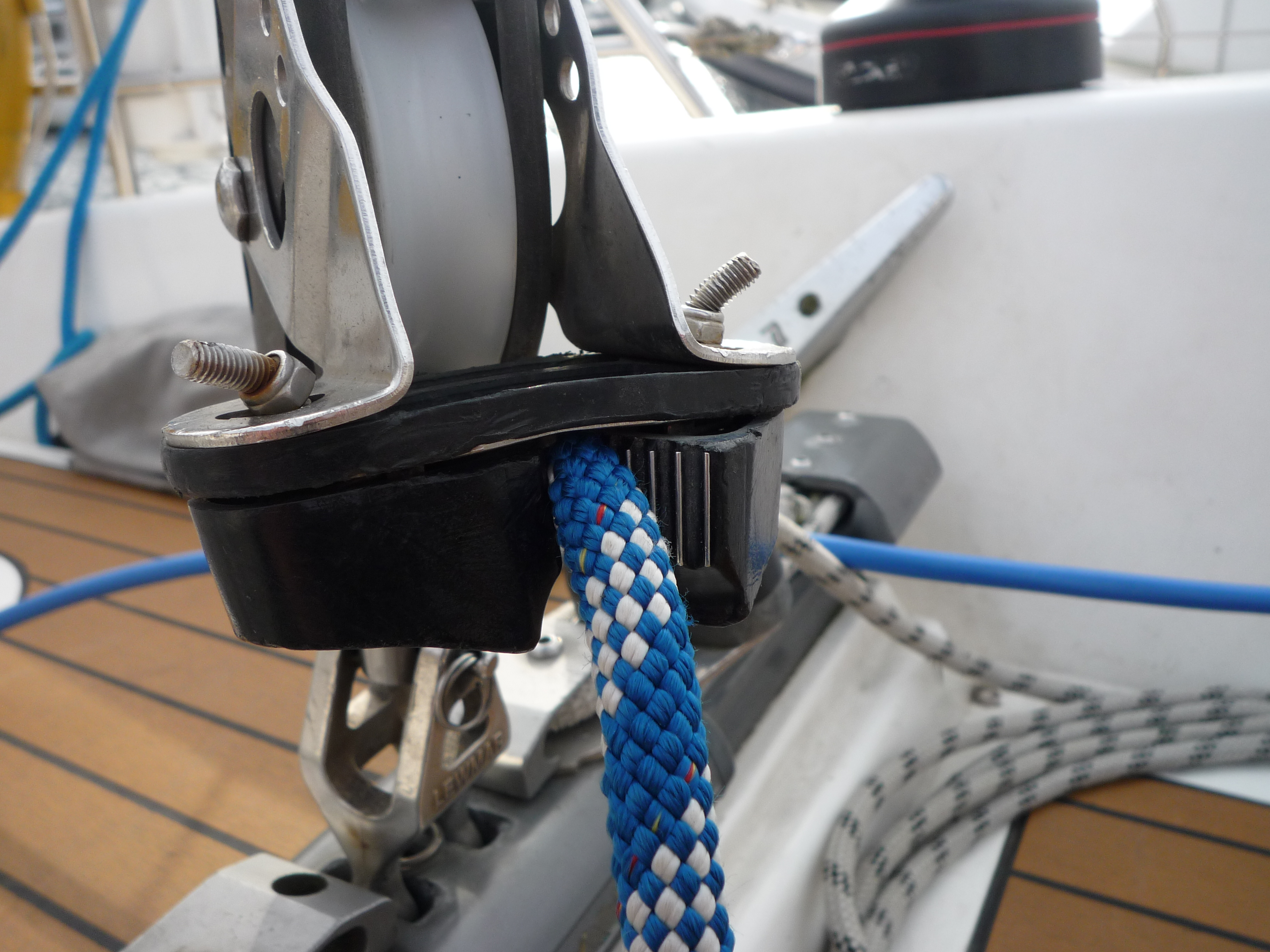
Fre d'escota

Els frens d'escota o mordasses d'escota permeten el lliure moviment de l'escota al caçar (estirar), però bloquegen el moviment cap enrere (amollar), en la posició que hom desitja mantenir l'escota. Per alliberar-la només cal estirar l'escota fora de la mordassa.

## Fre de drissa
Els frens de drissa, són molt semblants als de tramoia, només que estan fets amb material que aguanten bé el clima del mar. En posició neutra, amb la "palanca alçada", permeten el lliure moviment de la drissa. En posició de frenada, "palanca baixada", bloquegen el moviment de la drissa en tots dos sentits.

## Topalls de retenció
Els dispositius anteriors actuen sobre cordes de diàmetre constant. En altres aplicacions l'efecte de retenció s'efectua alterant el diàmetre de la corda: mitjançant un nus o afegint una peça que faci de topall en una restricció disponible.

### Exemples

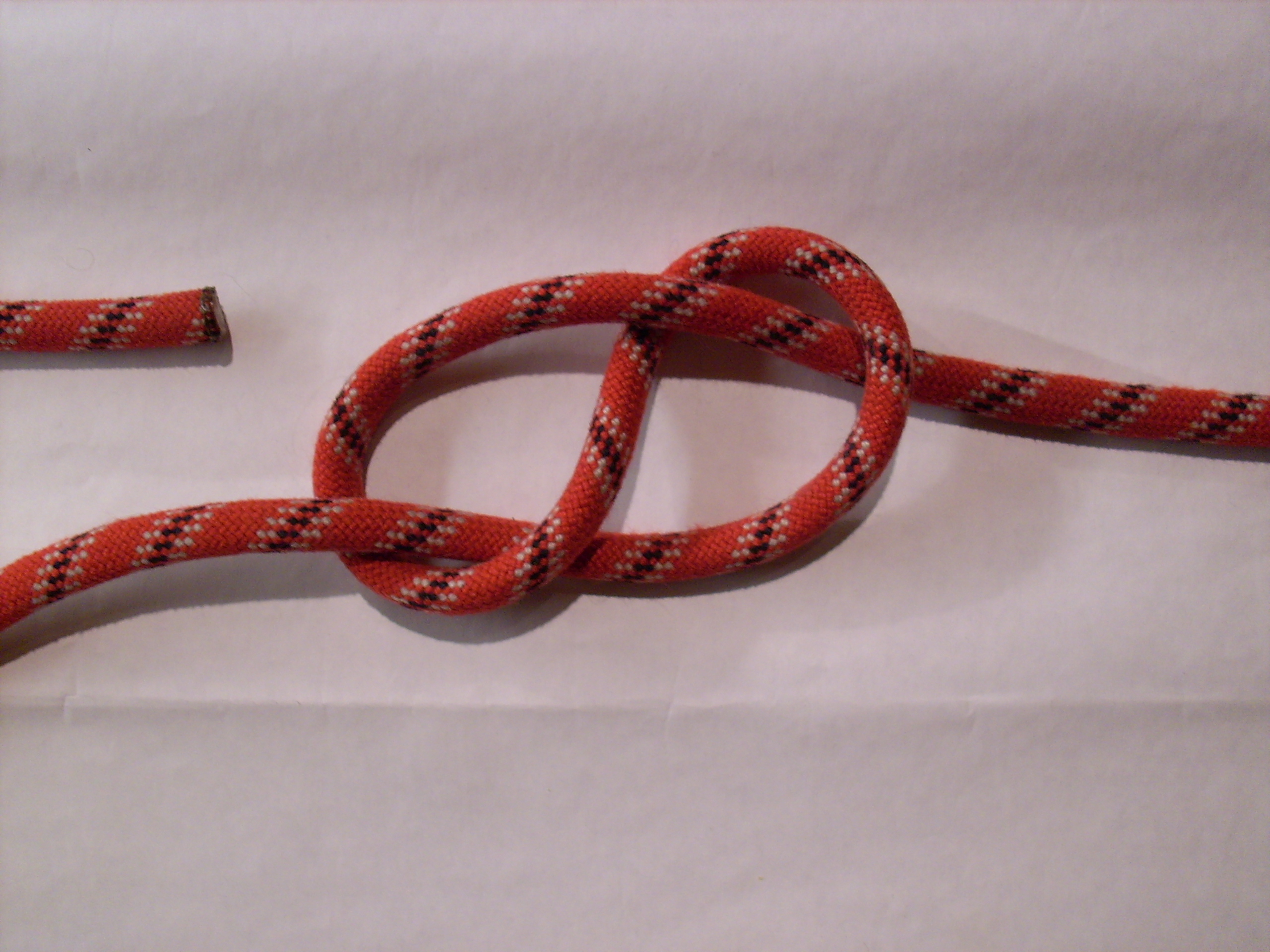
Nus de vuit.

- En una corda de pou (per a pujar aigua amb una galleda i una politja) cal assegurar-se que el cap de la corda no pugui passar per la corriola caient al pou. Un sistema senzill és fer un nus (preferiblement un nus de vuit) a l'extrem de la corda o a una distància convenient. Aquest cas és similar al d’algunes cordes de persiana.
- En una drissa sense topall, si qualsevol dels caps passa per la politja, tornar-la a passar pot ser molt laboriós. Moltes drisses de velers lleugers disposen d'una mordassa (o sistema equivalent) prop de la part alta del pal amb la finalitat que la part sota tensió de la drissa sigui mínima. Per exemple en un pal de set metres de llargària una drissa sense mordassa pot tenir uns 6 metres sota tensió. Amb la mordassa la part tensionada és inferior a un metre. Així, a igualtat d'allargament, la drissa amb mordassa s'allargarà menys. La força de compressió sobre l'arbre es reduirà a la meitat.[8][9][10][11]

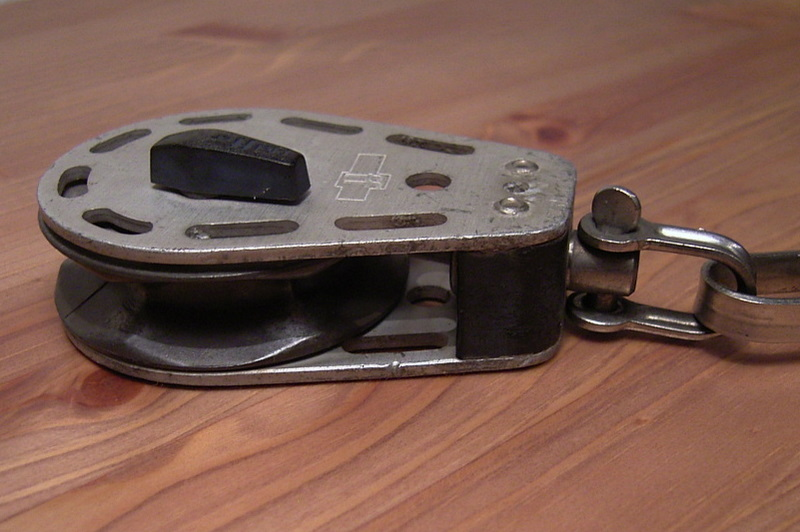
Politja amb trinquet de retenció desacoblable
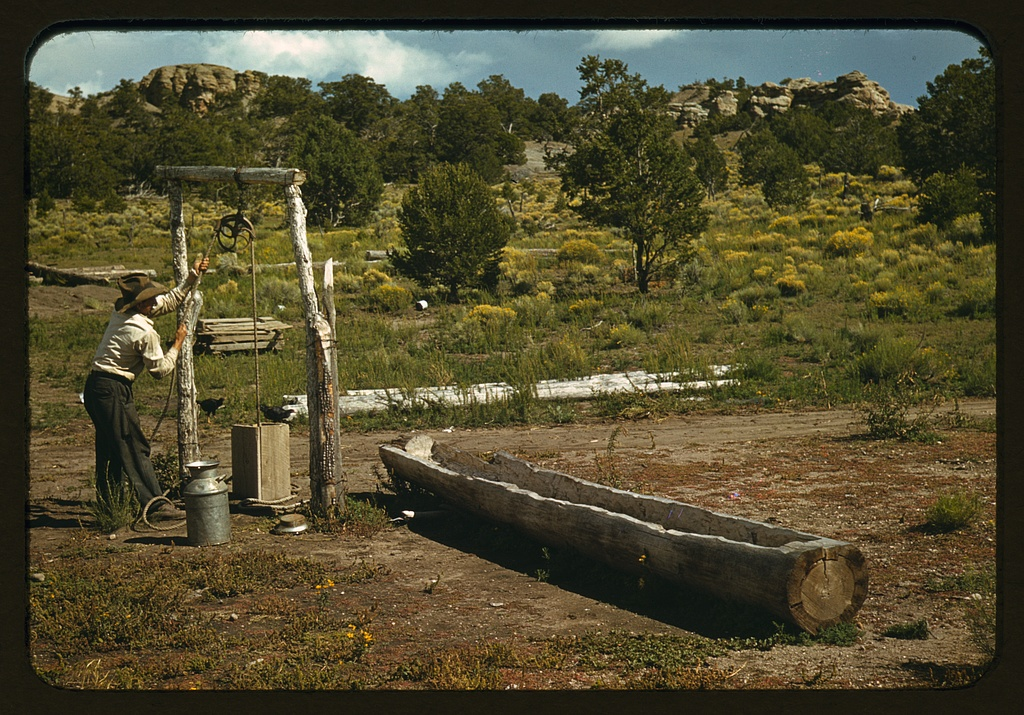
Corda de pouar aigua
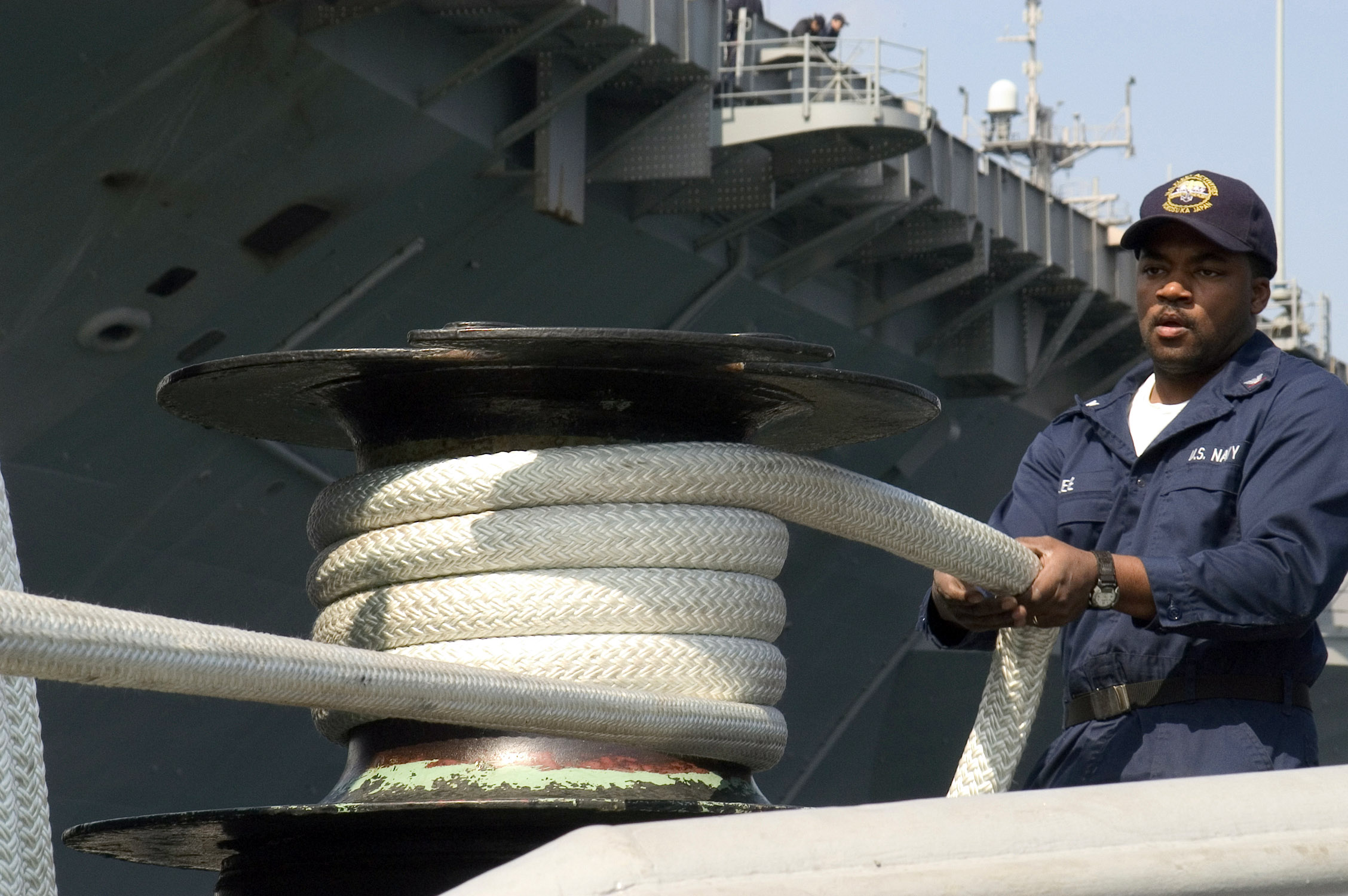
Voltes en la corda d’un cabrestant

## Retenció per fricció
En vela lleugera hi ha politges amb un trinquet de retenció. Amb aquestes politges és possible retenir, per exemple, una escota amb un esforç mínim. La gorja de la politja permet aprofitar el fregament entre la corda i roda.
Un altre sistema, molt conegut popularment, és el del torn, argue i similars. Dos o tres voltes de corda a un cilindre (fix o giratori) multipliquen molt la retenció d’una corda. Això es pot aprofitar “estirant” o “deixant anar”. L’usuari pot dominar grans esforços amb una força mínima.

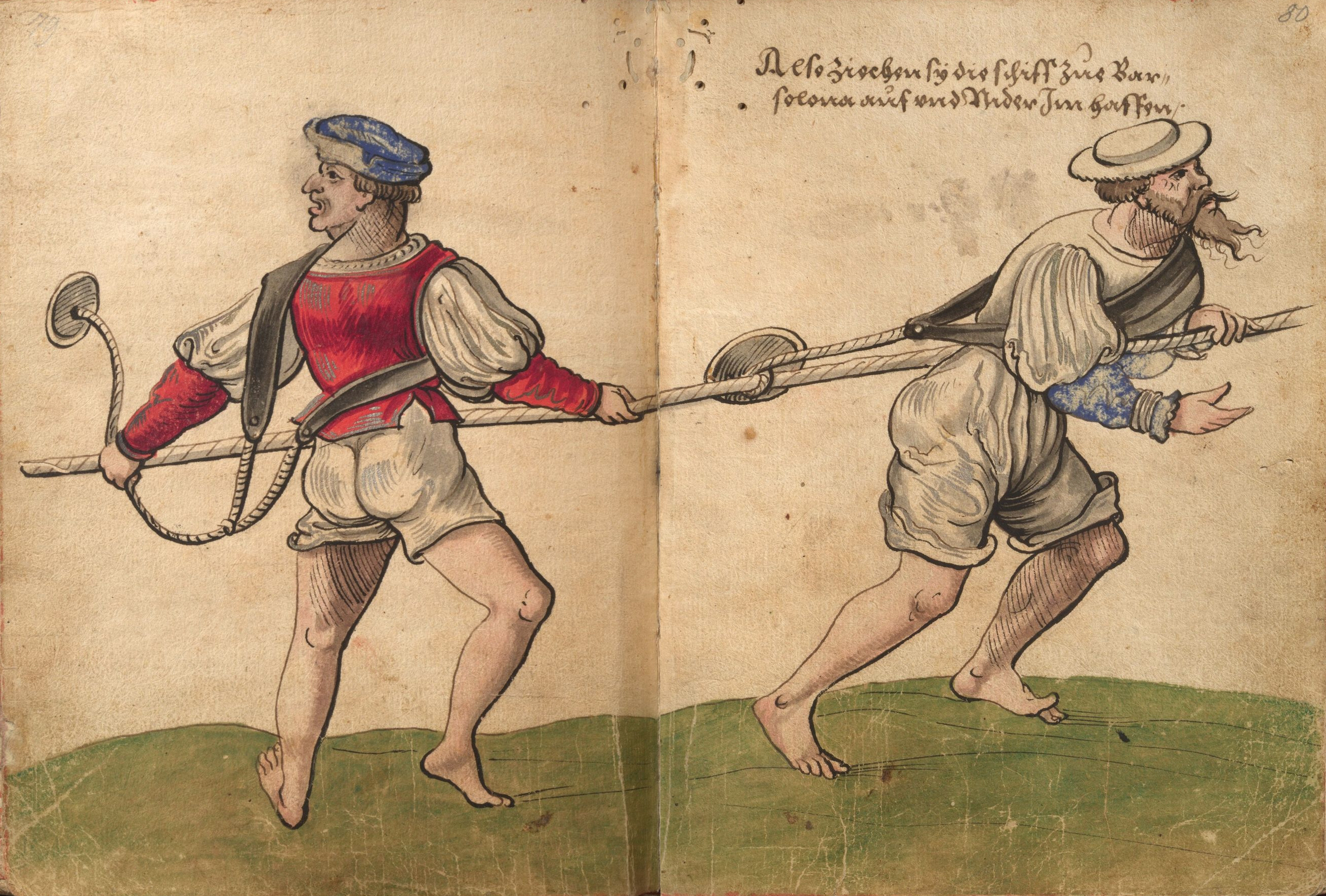
Treballadors de Barcelona arrossegant naus cap a 1530. Vegeu l’arnès i el dispositiu d’enganxar-lo a la gúmena[14] basat en la fricció, sense un nus veritable
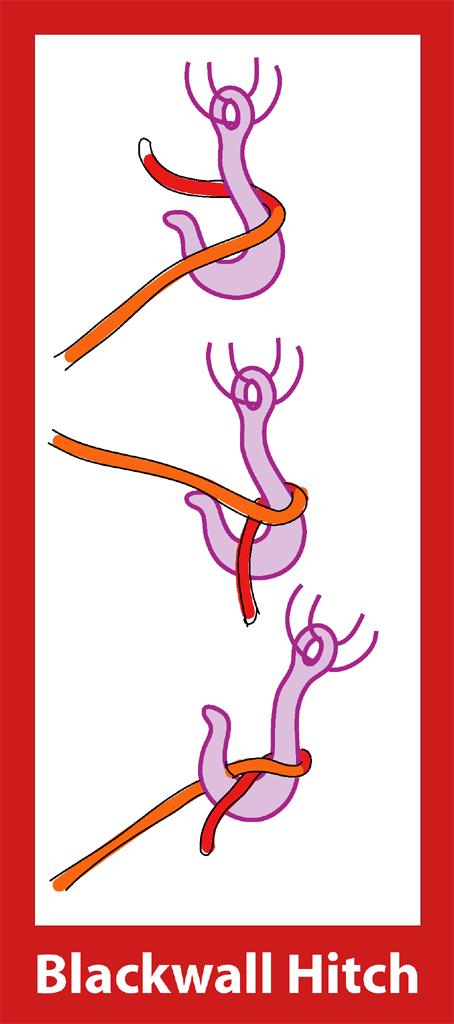
Llaç de ganxo de grua